# Philippos (Sohn des Menelaos)
Philippos (altgriechisch Φίλιππος Phílippos; † nach 330 v. Chr.), Sohn des Menelaos, war ein Offizier im Heer Alexanders des Großen im 4. vorchristlichen Jahrhundert.
Ob er Makedone war, ist unklar. Erstmals wird er in der Schlacht am Granikos 334 v. Chr. als hipparchos der peloponnesischen Reiterei genannt. Wohl im Frühjahr 333 v. Chr. übernahm er von dem eingekerkerten Alexander dem Lynkesten das Kommando über die thessalische Reiterei. In diesem Kommando wird er bei der Einnahme von Damaskus 332 v. Chr. unter Parmenion sowie in der Schlacht bei Gaugamela 331 v. Chr. genannt. Nach dem offiziellen Ende des Rachefeldzugs entließ Alexander in Ekbatana 330 v. Chr. die thessalische Reiterei aus seinem Dienst, Philippos allerdings verblieb im Heer als Befehlshaber der berittenen Söldner, unter denen sich auch weiterhin 130 thessalische Freiwillige befanden. Diese Abteilung führte er nach dem Tod des Philotas dem voraus gezogenen Hauptheer in der Provinz Areia zu.
Danach wird Philippos, Sohn des Menelaos, nicht mehr erwähnt. Inwiefern er mit dem später genannten Satrapen von Baktrien, Philippos, identisch gewesen sein könnte, ist nicht festzustellen.